# Kenia en los Juegos Olímpicos de Pyeongchang 2018
Kenia estuvo representada en los Juegos Olímpicos de Pyeongchang 2018 por un deportista que compitió en esquí alpino. Responsable del equipo olímpico fue el Comité Olímpico Nacional de Kenia, así como las federaciones deportivas nacionales de cada deporte con participación.
La portadora de la bandera en la ceremonia de apertura fue la esquiadora Sabrina Simader. El equipo olímpico keniano no obtuvo ninguna medalla en estos Juegos.